# Jean Leguay
Jean Leguay (* 29. November 1909 in Chevreuse; † 5. Juli 1989) war ein hochrangiger französischer Beamter und späterer Manager der Privatwirtschaft, der im Zweiten Weltkrieg während der deutschen Besetzung Frankreichs an der Deportation der Juden in Frankreich beteiligt war.

## Leben
Jean Leguay war von April 1942 bis Ende 1943 Präfekt des Département Orne und Delegierter des Generalsekretärs der Polizei der Vichy-Regierung in der besetzten Zone, als solcher war er der Stellvertreter René Bousquets. Er war an der Organisation der Judenrazzien im besetzten Gebiet Frankreichs beteiligt und Verhandlungspartner der deutschen SS-Offiziere in Frankreich. Er war leitend für die überfallartige Deportation von Juden im Rafle du Vélodrome d’Hiver in Paris verantwortlich.
Nach dem Krieg ging Leguay in die USA und war von 1950 bis 1957 US-Generaldirektor des Parfümherstellers Nina Ricci. 1958 bis 1974 nahm er hohe Leitungsfunktionen im Pharmaunternehmen Warner-Lambert International ein und war später Präsident verschiedener chemischer und pharmazeutischer Unternehmen in Großbritannien und Frankreich, so wurde er beispielsweise Generaldirektor des Unternehmens Substantia.
1979 wurde im Gerichtsfall Louis Darquier de Pellepoix Anklage gegen Leguay wegen Verbrechen gegen die Menschlichkeit für seine Rolle in der Organisation der Rafle du Vélodrome d’Hiver am 16. und 17. Juli 1942 erhoben. Da der Prozess zehn Jahre lang verzögert wurde, starb Leguay vor Prozessbeginn.